# Office Open XML
Office Open XML (OpenXML、OOXML) とは、ZIP形式で圧縮されたXMLをベースとし、Microsoftが策定、最初はECMAで引き続きISO/IEC JTC1により標準化されたオフィススイート用ファイルフォーマットである。
2006年12月に ECMA により ECMA-376として標準化され、2008年4月にはISOとIECの合同技術委員会 ISO/IEC JTC 1の副委員会SC 34において、ISO/IEC 29500として標準化された。競合国際規格として「ISO/IEC 26300:OpenDocument Format(ODF)」がある。
Microsoft Office 2010は、ECMA-376の読み込みサポート、ISO/IEC 29500 Transitionalの完全サポート、および ISO/IEC 29500 Strict の読み込みサポートがある。Microsoft Office 2013以降は、ISO/IEC 29500 Strictも完全にサポートするが、後方互換性に問題があるため、デフォルトのファイル形式としては使用していない。

## 概要
Microsoft Office はデータを保存するにあたり独自のバイナリ形式を用いてきたが、バージョン12（Office 2007）からは、XMLで記述された規格を標準ファイル形式として採用した。それが Office Open XMLである。
XMLで記述された文書群と画像などのバイナリデータをオープン・パッケージング・コンベンションズによりひとつのファイルに集成した構造となっている。なお、オープン・パッケージング・コンベンションズはZIPが使用されている。
従来使われている .doc、.xls、.ppt 形式とのバイナリ互換性はない。またマクロを含む文書の拡張子は .docm、.xlsm、.pptm である。
OpenXML を標準フォーマットとして採用することで
- Microsoft Office をインストールされていない環境でもファイルの読み書きが可能
- パーツの再利用が容易になる
- パーツに分けることによりファイル破損のリスクを限定する事ができる
- zip圧縮されることでファイルサイズが小さくなる

といったメリットが期待される。
バージョン11(Office 2003)以前でもXMLで記述されたファイル形式(拡張子は .xml)での保存は可能であったが、Office Open XMLとは仕様が異なっている。

## 仕様
Office Open XMLに基づいて作られたファイルは複数のXMLファイルから成り立っており、これらをzipで圧縮することにより1つの文書としている。これをOffice Open XMLではパッケージと呼んでいる。
例えば Word の .docx ファイルをZIP形式のファイルとして展開すると、以下のようなパーツから成り立っていることが分かる。
document.xml
テキストコンテンツ
fontTable.xml
フォント表
settings.xml
設定情報
styles.xml
テキストのスタイル情報
webSettings.xml
ウェブ用のスタイル情報
media
画像などのメディアファイルを格納するフォルダ
_rels
各パーツの関連性（リレーションシップ）を記述するファイルを格納するフォルダ
個々のXMLファイルやフォルダーをどのように設置するかはOpen Packaging Conventions (en)と呼ばれる方法で定められている。また、以下のような専用のマークアップ言語を用いてデータは表現される。
PresentationMLPowerPointなどプレゼンテーションのデータを記述するための言語。
SpreadsheetML (SML)Excelなど表計算のデータを記述するための言語。ワークブックの下に複数のワークシートが連なるという形で構成される。
WordprocessingML (WML)Wordなど文書を記述するための言語。本文を記述するメインドキュメントと、脚注やスタイルデータなどのパーツドキュメントなどから成る。
DrawingML図形や画像などを記述・格納するための言語。
Office MathML (OMML)数式を記述するための言語。

### 仕様書

#### ISO/IEC 29500:2008
ISO/IEC 29500の仕様書は以下の4つのパートで構成され、それぞれ独立した規格である。
例として、2008年版の構成は以下の通り。
Part 1 (Fundamentals and Markup Language Reference)
This part has 5560 pages. It contains:
Part 2 (Open Packaging Conventions)
This part has 129 pages. It contains:
Part 3 (Markup Compatibility and Extensibility)
This part has 40 pages. It contains:
Part 4 (Transitional Migration Features)
This part has 1464 pages. It contains:　Microsoft Office 97から Microsoft Office 2008までを含む下位互換性のための機能　
2012年版は一部がオンラインで閲覧できる。
完全版は購入する必要がある。
2016年版は電子版であればダウンロードが可能である。

## 拡張子
| ファイルの種類     | 拡張形式 | MIMEタイプ                                                                | OOXML仕様 |
| ------------------ | -------- | ------------------------------------------------------------------------- | --------- |
| ワープロ           | .docx    | application/vnd.openxmlformats-officedocument.wordprocessingml.document   |           |
| 表計算             | .xlsx    | application/vnd.openxmlformats-officedocument.spreadsheetml.sheet         |           |
| プレゼンテーション | .pptx    | application/vnd.openxmlformats-officedocument.presentationml.presentation |           |

## バージョン
Office Open XML は、仕様の厳密さを重視したストリクトと過去との互換性を重視したトランジショナルの2種類を規定したファイルフォーマット仕様である。
第一版
2006年12月にECMAにより、ECMA-376として発行された初版である。
第二版
2008年12月にECMAから発行された。
第三版
2011年6月にECMAから発行された。
第四版
2012年12月にECMAから発行された。
第五版
2021年12月にECMAから発行された。

## アプリケーションの対応
マイクロソフト
マイクロソフトは、Microsoft Office 2007 で、ECMA-376 第一版の読み書きに対応し、標準ファイル形式として採用した。Microsoft Office 2010 では ECMA-376 第二版の読み書きに対応し標準ファイル形式として採用するとともに、ISO/IEC 29500 のトランジョショナルの読み書き、ISO/IEC 29500のストリクトの読み取りに対応した。Windows 7 付属のワードパッドでも、競合規格である OpenDocument Text と共に対応した。また、旧バージョンである Office 2000、XP、2003 で読み書きをするための互換パックを開発し、無償配布している。
LibreOffice
LibreOfficeは、LibreOffice 3.4で OOXML の読み書きに対応した。
オフィススイート
Microsoft Office 以外の多くのオフィススイートは Office Open XML を開き、加工するまでは可能となっている（保存は OpenDocument 形式などで行う）。ただし2012年現在、日本語パソコン環境で Office Open XML 形式で保存まで可能なのはKingsoft OfficeとLibreOffice のみである（詳しくは「オフィススイートの比較」を参照のこと）。
Office Server Document Converter
アンテナハウス はOOXML形式の文書ファイルを読み込んでレンダリングし、PDF、SVG、画像などの形式で保存するコンバータを提供している。

## 昨今の動向
OpenXML は2006年12月には ECMA の標準規格 ECMA-376 として承認され、ISO の承認へと作業が続けられた。しかし、日本においては政府は中央省庁で2007年夏より調達するソフトに対しソフトウェアが扱う文書やデータが国際規格もしくは日本工業規格に準拠していることを調達の原則条件とすることを決定しており、Microsoft Office製品は対象外となる可能性があると懸念された。
2007年7月1日にはNHKが上記の考え方に基づき、「国が今後、マイクロソフトの Word や Excel を購入できなくなる」という報道を行った。
これに対して総務省は7月2日の定例会見において資料を配布し、「オープンな標準は、国際規格 (ISO) や日本工業規格 (JIS) だけではなく、その他の公的規格や業界団体による規格も含まれる概念であるため、国際規格 (ISO) や日本工業規格 (JIS) に該当していない製品等がただちに排除されるという理解は誤りです」とNHK報道は誤りであると反論した。この時点で OpenXML は、標準化団体の ECMA によって「ECMA-376」として標準化されており、総務省の言う「その他の公的規格」に該当する。
さらに総務省は、「加えて、政府調達の基本指針では、調達仕様書の要求要件として、 オープンな標準を優先して記載するということのみを定めており、オープンな標準に準拠した製品等を提案として求めるにとどまるものであって、提案された製品等を調達するか否かは、その他の要求要件とも照らし合わせて総合的に評価し決定されるものであることから、そのプロセスを経ずに『原則として、ワードやエクセルを購入できなくなる』ということはありません」と述べた。
アメリカ合衆国マサチューセッツ州が州政府の標準文書としてODFを採用するなどの動きに対応するため、マイクロソフトは「Open XML Translator」プロジェクトを立ち上げ、2007 Office system 用のODF対応プラグインモジュール開発を進めた。2008年4月には OpenXML もISO承認を得て、マイクロソフトは勝利宣言を出した。その一方で、マイクロソフトは6月にODFフォーマットに対応する意向を示し、Office System 文書の相互運用性向上を進めるべくODFを策定する構造化情報標準促進協会のオフィス文書のためのオープン文書形式技術委員会に参加、2009年には 2007 Office system SP2 で正式にODFフォーマットの読み込みと保存に対応した。ただし、ODFの再現性はあまり高くない。

## 批判
OpenXML に類似する規格としてODFが存在する。どちらもXML形式の規格であるが、互換性はない。ODFを推進するフリーソフトウェア財団をはじめとする諸団体はマイクロソフトによる市場の寡占に反対する立場から、「OpenXML はクロスプラットフォームではない」「マイクロソフトの圧倒的なシェアを利用した暴力」だと主張して OpenXML に強く反対した。OpenXML のISO標準化の際には、両陣営の間で激しい応酬が繰り広げられた。